# Naftali Bennett

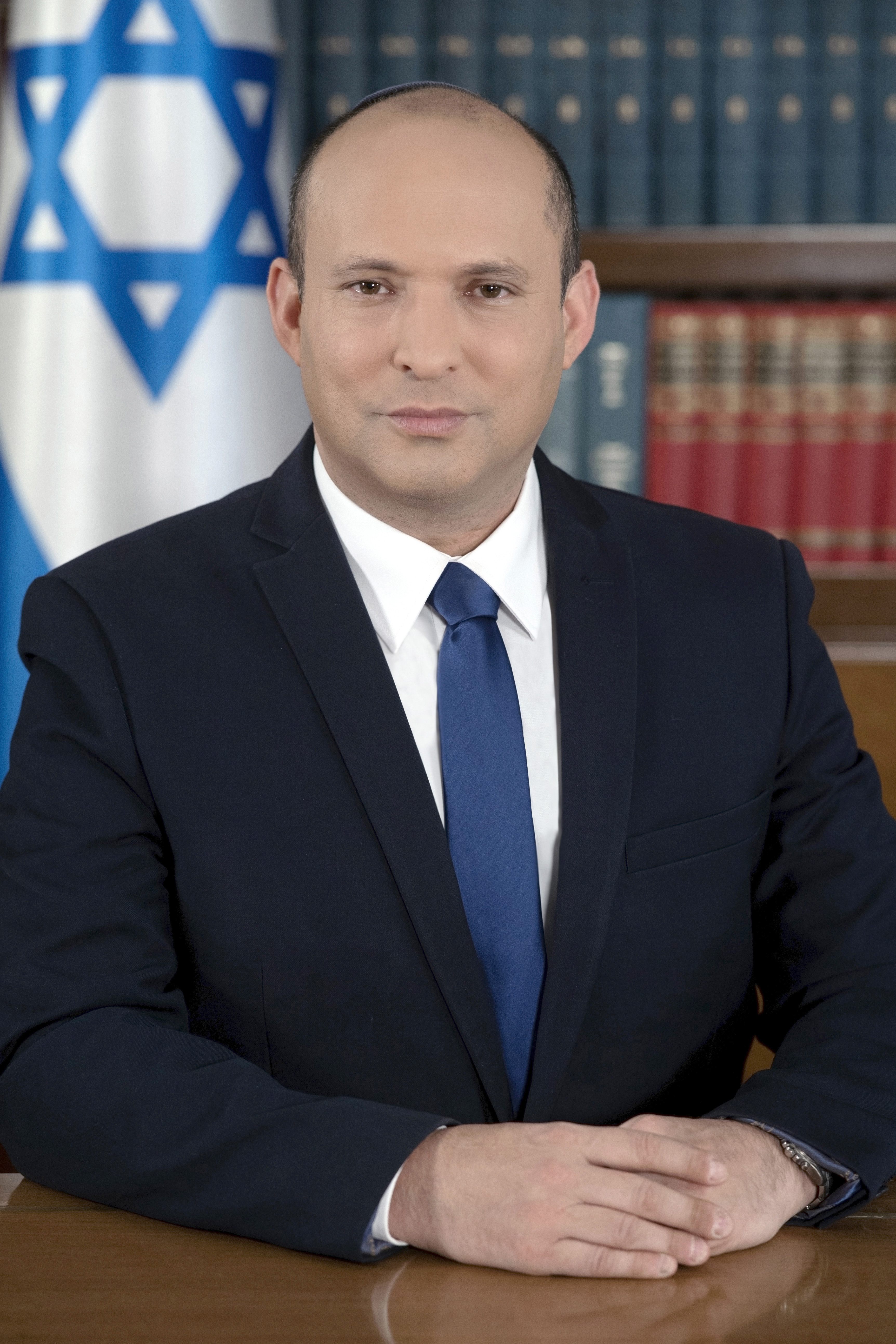
Naftali Bennett (2021)

Naftali Bennett (hebräisch נַפְתָּלִי בֶּנֶט, * 25. März 1972 in Haifa) ist ein israelischer Politiker (HaJamin HeChadasch). Er bekleidete vom 13. Juni 2021 bis 30. Juni 2022 das Amt des israelischen Ministerpräsidenten und war zugleich Minister für Gemeinschaft im Kabinett Bennett-Lapid.
Zuvor war er von 2012 bis 2018 Vorsitzender der national-religiösen Partei HaBajit haJehudi („Jüdisches Heim“). Er verließ die Partei im Dezember 2018 und gründete eine neue Partei, HaJamin HeChadasch (הַיָּמִין הֶחָדָשׁ, deutsch: „Die Neue Rechte“). Nach der Wahl zur Knesset im Jahr 2013 bis zur Wahl im April 2019 war er Abgeordneter und bis Juni 2019 Angehöriger der Regierungskoalition Benjamin Netanjahus. Er war Minister für Wirtschaft und Handel, für Religionsangelegenheiten sowie für Diaspora-Angelegenheiten und Jerusalem. Bennett leitete zudem den Regierungsausschuss zur Reduzierung der Lebenshaltungskosten sowie zum Abbau der Wirtschaftskonzentration. Außerdem war er im Sicherheitskabinett vertreten. Von Mai 2015 bis Juni 2019 war Bennett Bildungsminister. Ab der Parlamentswahl in Israel September 2019 war er bis 2022 erneut Abgeordneter der Knesset. Im November 2019 wurde Bennett von Regierungschef Netanjahu zum Verteidigungsminister ernannt, ein Amt, das er bis Mai 2020 ausübte.

## Biografie

### Herkunft und Ausbildung
Bennett wurde als einer von drei Söhnen von Jim und Myrna Bennett in Haifa geboren, wohin sie nach dem Sechstagekrieg aus San Francisco eingewandert waren. Er besuchte die Jawne Jeschiwa High-School in Haifa und wurde Jugendleiter (Madrich) beim religiös-zionistischen Jugendverband Bne Akiwa.
Zwischen 1990 und 1996 diente er in den Israelischen Streitkräften in den beiden Sajerets (Spezialeinheiten) Matkal und Maglan, zuletzt im Rang eines Hauptmannes. Er verließ das Militär im Rang eines Majors der Reserve und studierte Rechtswissenschaft an der Hebräischen Universität Jerusalem.
Bennett lebt in Ra’anana und ist mit der Feinbäckerin Gilat Bennett verheiratet, mit der er vier Kinder hat. Er ist orthodoxer Jude der modern orthodoxen Richtung.

### Berufliche Tätigkeit
Nach seinem Abschluss war er 1999 Mitbegründer der Firma Cyota mit Sitz in New York und wurde deren Geschäftsführer. Cyota stellte Sicherheitssoftware für Finanzdienstleister her, mit der Betrug im Internet-Banking und elektronischen Bezahlsystemen sowie Phishing abgewehrt werden kann. Die Firma wurde im Jahr 2005 für 145 Millionen US-Dollar an RSA Security verkauft, wodurch Bennett zum Multimillionär wurde.
Auch danach blieb er als Business Angel in der IT-Start-Up-Szene von Tel Aviv aktiv. Er half 2009/2010 beim Aufbau des Start-Ups Soluto und übernahm kurzzeitig dessen Geschäftsführung. Im August 2012 veröffentlichte er ein kostenloses Handbuch für Unternehmensgründer.
Nach dem Ende seiner politischen Karriere wurde Bennett im Mai 2023 Mitglied des Vorstandes der israelischen Computerfirma „Quantum Source“.

### Politische Laufbahn
Nach seiner Teilnahme am Libanonkrieg 2006 wurde Bennett Stabschef des damaligen Oppositionsführers Benjamin Netanjahu. Während seiner Dienstzeit zwischen 2006 und 2008 lagen seine Schwerpunkte im Bereich der Bildungsreform und des innerparteilichen Wahlkampfes, aus dem Netanjahu im Jahr 2007 als Vorsitzender des konservativen Likud-Blocks hervorging.
Am 31. Januar 2010 wurde Bennett zum Vorsitzenden des Jescha-Rates (hebräisch מועצת יש״ע Moatzat Yesha) ernannt. Das Akronym Jescha (hebräisch יש״ע) steht für Judäa, Samaria und Gaza (hebräisch יהודה שומרון עזה Yehuda Shomron 'Azza). Der Rat ist die gemeinsame Dachorganisation der israelischen Siedlungen in diesen Gebieten und leistet Lobbyarbeit und Hilfe bei der Selbstverwaltung. Wichtigste Aufgabe seiner Amtszeit war die Organisation der Proteste gegen den zehnmonatigen Siedlungsbaustopp im Westjordanland von 2009/2010.
Im Januar 2011 gründete Bennett zusammen mit Ajelet Schaked, einer ehemaligen Mitarbeiterin aus seiner Zeit im Stab von Benjamin Netanjahu, die Aktivistenorganisation „Mein Israel“ (hebräisch ישראל שלי Yisra'el Sheli). „Mein Israel“ kooperiert mit dem Yesha-Rat als Repräsentant der Siedlerbewegung. Schwerpunkte der Arbeit liegen im Bereich des politischen Aktivismus wie Logistik für Proteste und Demonstrationen, Öffentlichkeitsarbeit in sozialen Netzwerken im Internet und Einflussnahme gegen Antizionisten in Medien und Gesellschaft. Die Organisation eröffnete Büros in neun israelischen Städten und hat nach eigenen Angaben mehr als 94.000 Mitglieder.
Im Januar 2012 beendete Bennett seine Arbeit für den Yesha-Rat und gründete im April 2012 die politische Gruppierung „Israelis“ (hebräisch ישראלים Yisra'elim), während Ajelet Schaked Vorsitzende von „Mein Israel“ blieb. Ziel der Organisation ist die Umsetzung der „Israel-Stabilitäts-Initiative“ (auch „Bennett-Plan“ genannt). Kurz darauf beendete er seine langjährige Mitgliedschaft in der Likud-Partei und trat der kleinen, jedoch in der Knesset vertretenen, national-religiösen Partei Jüdisches Heim bei. Bereits am 6. November 2012 wurde Naftali Bennett mit 67 % der Stimmen zu ihrem Vorsitzenden gewählt. Seit seiner Wahl zum Vorsitzenden konnte die Partei ihre Popularität beim Wähler um ein Mehrfaches steigern, von drei Sitzen in der Knesset bei der Wahl 2009 auf zwölf bei der Wahl 2013.
In der Koalitionsregierung Netanjahu, der 33. Regierung Israels, erhielt Bennett drei Ministerposten: für Wirtschaft und Handel, Dienstleistungen zur Religionsausübung und Jerusalemer Angelegenheiten. Auch im neunköpfigen Sicherheitskabinett ist Bennett vertreten.
Nach Veränderung der Parteiverfassung im September 2014 konnte Bennett als Vorsitzender nun einen Kandidaten seiner Wahl von fünf auf die Parteiliste setzen und die Minister bestimmen.
Seit Mai 2015 war Bennett Bildungsminister und Minister für Diaspora-Angelegenheiten.
Am 29. Dezember 2018 kündigte er zusammen mit Ajelet Schaked seinen Parteiaustritt und die Gründung einer neuen Partei an, um damit an der Parlamentswahl im April 2019 teilzunehmen. Einen Tag später gründeten er, Schaked und eine weitere Abgeordnete eine neue Fraktion in der Knesset mit dem Namen HaJamin HeChadasch („Die Neue Rechte“).
Der neuen Partei gelang der Einzug in die Knesset nicht. Am 2. Juni 2019 wurde Bennett wenige Tage nach Scheitern der Regierungsbildung und der Ansetzung einer Neuwahl von Ministerpräsident Benjamin Netanjahu als Bildungsminister entlassen, mit der Begründung, er könne nicht weitere sechs Monate im Amt bleiben, ohne gewählt worden zu sein. Im November 2019 wurde Bennett von Regierungschef Netanjahu zum Verteidigungsminister ernannt.
Dem nach der Parlamentswahl in Israel 2020 am 17. Mai 2020 gebildeten Kabinett Netanjahu V, auch Kabinett Netanjahu-Gantz genannt, gehörte Bennett nicht an.
Bei der Parlamentswahl in Israel 2021, der vierten innerhalb von zwei Jahren, gab es wiederum keine Mehrheit für eines der politischen Lager. Ministerpräsident Netanjahu scheiterte mit der Regierungsbildung. Im Juni 2021 erklärte daraufhin Jair Lapid, der Parteivorsitzende von Jesch Atid, dem Staatspräsidenten, dass er eine von acht Parteien getragene Regierung bilden wolle, in der der Likud nicht vertreten wäre. Lapid einigte sich mit Naftali Bennett darauf, dass zunächst Bennett bis August 2023 als Ministerpräsident amtieren und dann den Posten an Lapid abtreten solle. Das neue Kabinett wurde am 13. Juni vom Parlament mit 60:59 Stimmen bestätigt.
Am 13. Juni 2021 wurde Bennett als neuer Ministerpräsident Israels vereidigt und löste damit nach 12 Jahren Netanjahu als israelischen Regierungschef ab.
Vom 1. Juli bis 8. November 2022 übernahm Bennett – in einem länger vorher verabredeten Ämtertausch – vom neuen Ministerpräsidenten Lapid den Posten des alternierenden Ministerpräsidenten.
Bei den Wahlen zur 25. Knesset am 1. November 2022 kandidierte Bennett nicht mehr.

## Politische Positionen

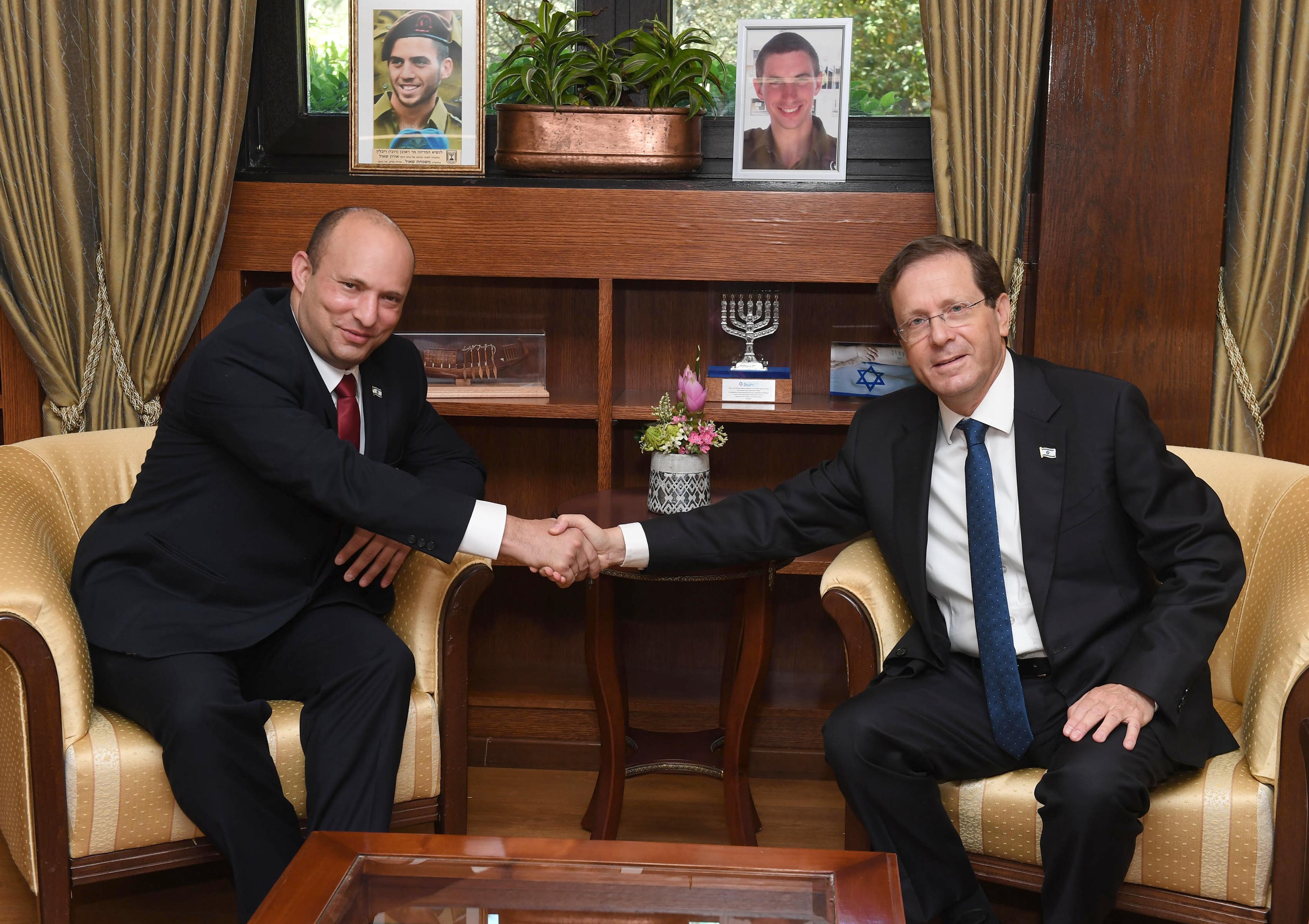
Bennett und Staatspräsident Jitzchak Herzog im Juli 2021

### Nahostkonflikt
Nach Bennetts Meinung ist der Friedensprozess mit den Palästinensern für immer gescheitert, und daher müssten einseitige Maßnahmen durchgesetzt werden. Bennett spricht sich entschieden gegen die Gründung eines unabhängigen Palästinenserstaates aus. Die Aufgabe israelischer Siedlungen lehnt Bennett kategorisch ab. Er befürwortet die Annexion großer Teile des Westjordanlandes und begründet dies mit einer israelischen Wiedervereinigung: „Ich bete zu Gott, gib mir die Kraft, ganz Israel zu vereinen und Israels jüdische Seele wiederherzustellen.“ Im Februar 2012 veröffentlichte er seinen „Stabilitätsinitiative“ genannten Plan, der die Annexion der C-Zone des Westjordanlandes fordert, die ca. 62 % der Fläche einnimmt. Den laut Bennett etwa 50.000 dort lebenden Palästinensern würde man die israelische Staatsbürgerschaft anbieten. In den verbleibenden Gebieten will er der Palästinenserführung eine gewisse Selbstverwaltung zugestehen, die palästinensische Selbstverwaltung im Westjordanland werde sich früher oder später Jordanien anschließen. Der Gazastreifen werde von Ägypten annektiert.
Um diesen Vorschlag zu stützen, zitiert Bennett die Aussagen israelischer Politiker, die sich ebenfalls für die Annexion des Westjordanlandes oder zumindest von Teilen davon ausgesprochen haben. Sein Plan wurde von innenpolitischen Gegnern als „unzionistisch“ kritisiert. Der Friedensprozess wäre „damit endgültig gescheitert“.
Im Juni 2013 nannte Bennett die Palästinenser in den besetzten Gebieten einen „Granatsplitter im Hintern“, der zwar schmerzhaft sei, mit dem man jedoch leben müsse.
Im Juli 2013 stimmte Bennett gegen die Freilassung von 104 palästinensischen Gefangenen als Vorbedingung für neue Friedensgespräche. Alle Gefangenen waren wegen terroristischer Aktivitäten inhaftiert. Seine Partei unterstütze den Friedensprozess, aber kein Land auf der Welt würde „Mörder als ein Geschenk“ freilassen. In einer Kabinettssitzung erklärte er, dass Terroristen, wenn man sie festnimmt, nicht eingesperrt, sondern „einfach umgebracht“ werden sollten. Als der Vorsitzende des Nationalen Sicherheitsrates, Yaakov Amidror, darauf entgegnete, dass das nicht legal wäre, sagte Bennett: „Ich habe in meinem Leben schon viele Araber getötet, das ist gar kein Problem.“ Bennett hatte bereits zuvor auf seiner Facebook-Seite über eine mögliche Freilassung von Gefangenen geschrieben: „Terroristen soll man nicht freilassen, sondern töten.“
Während einer Rede von EU-Parlamentspräsident Martin Schulz in der Knesset am 12. Februar 2014 kam es zum von Bennett geführten Eklat, bei dem er und die Mitglieder seiner Partei die Sitzung unter Rufen wie „Die Palästinenser sind Lügner“ und „Schande“ verließen. Schulz hatte eine extrem ungleiche Wasserzuteilung an Israelis und Palästinenser unterstellt und gab später zu, die Fakten nicht geprüft zu haben. Die von Schulz kritisierte Blockade des Gaza-Streifens sei zudem weitgehend aufgehoben. Bennett nannte die Rede eine „verlogene Moralpredigt“ und forderte „eine Entschuldigung vom Präsidenten des Europäischen Parlaments, der zwei Lügen verbreitet hat, die ihm von den Palästinensern zugeflüstert wurden“. Auch erzürnte Bennett der Umstand, dass Schulz die Rede in deutscher Sprache hielt: „Und ich werde es erst recht nicht dulden, dass diese Propaganda auf Deutsch verbreitet wurde.“
Bennett spricht sich für ein hartes Vorgehen gegen die islamistische Terrororganisation Hamas im Gaza-Streifen aus und droht damit, für die Hamas die „Tore zur Hölle“ zu öffnen. Gleichzeitig versuchte seine Regierung, einen weiteren Krieg zu vermeiden.
2020 erklärte Bennett, die Zahl der israelischen Siedler im Westjordanland auf eine Million erhöhen zu wollen. Er spricht sich auch für eine stärkere Besiedlung der Golanhöhen durch Israel aus.
Gleich nach dem Terrorangriff der Hamas auf Israel am 7. Oktober 2023 meldete er sich zum Reservedienst.

### Wirtschafts- und Sozialpolitik
Bennett tritt für eine Öffnung und Liberalisierung der Marktwirtschaft ein, um die Preise für Wohnen und allgemeine Produkte zu reduzieren. Er kritisiert die starke Monopolisierung und Korruption in der israelischen Wirtschaft in der Hand von „kleinen Interessengruppen, Tycoonen und großen Gewerkschaften“. Im Gegensatz zu Politikern, die entweder den Gewerkschaften oder Tycoonen nahestehen, sieht er sich persönlich als freien und eigenständigen Politiker, der nur der israelischen Öffentlichkeit diene.
Im Sinne einer ideologischen Sozialpolitik möchte er bevorzugt national-religiöse Sozialträger fördern, wie zum Beispiel Wohnungsbauprojekte für Armeeveteranen in Wüstengebieten und den Ausbau von Jeschiwot.
Die gleichgeschlechtliche Ehe lehnt Bennett ab. Im Juli 2016 verurteilte Bennett allerdings als Erster eine Rede des Rabbiners Yigal Levinstein, in der dieser gegen Homosexuelle hetzte. „Man kann nicht ganze Bevölkerungsgruppen beleidigen und sich dann hinter der Thora verstecken. Das ist nicht der Weg des religiösen Zionismus“, so Bennett. Der Hamas warf er vor, nach dem Abzug der Israelis aus dem Gazastreifen daraus einen „Taliban“-Staat gemacht zu haben, ohne Rechte für Frauen und Homosexuelle.
Als Bildungsminister hat Bennett in arabische Schulen investiert sowie Arabisch-Unterricht für jüdische Kinder und Hebräisch-Unterricht für Araber gefördert. Außerdem will er Infrastruktur und wirtschaftliche Entwicklung für Westbank-Palästinenser ausbauen.